# Mahdi Mohammed Gulaid
Mahdi Mohammed Gulaid "Khadar" (en somalí: Mahdi Maxamed Guleed "Khadar", en árabe: مهدي محمد جوليد خضر) es un político somalí, primer ministro interino de la República Federal de Somalia desde el 25 de julio y el 23 de septiembre de 2020, y vice primer ministro del 21 de marzo de 2017 al 25 de julio de 2020.

## Biografía
Antes de entrar en política, ejerció la abogacía en Somalilandia y trabajó con la segunda Comisión Electoral de Somalilandia como asesor legal.
Gulaid fue nombrado vice primer ministro de Somalia en marzo de 2017 por el entonces primer ministro Hassan Ali Khaire. Desde que ocupó este cargo, el Viceprimer Ministro ayudó a establecer las agendas nacionales y de desarrollo de Somalia y gestionó una amplia cartera de prioridades gubernamentales. Semanalmente, Gulaid supervisó el gabinete y presidió una serie de comités a nivel ministerial, particularmente en los sectores económico y social. También presidió las sesiones del Fondo para el Desarrollo y la Reconstrucción de Somalia, una plataforma vital que permite al gobierno y los socios para el desarrollo proporcionar orientación estratégica y supervisión para las actividades de desarrollo en Somalia.
Como vice primer ministro, Gulaid también presidió el capítulo 4 de la Arquitectura de Seguridad Nacional de Somalia, incluida la prevención y la lucha contra el extremismo violento. Más recientemente, copresidió el Foro de Asociación de Somalia en Bruselas, que concluyó con un éxito rotundo.
El Presidente Abdullahi Mohamed nombró a Mahdi Mohammed Gulaid como el primer ministro en funciones el 25 de julio de 2020 a raíz de la moción de censura parlamentaria contra el gobierno del primer ministro, Hassan Ali Khaire.